# John Schlitt
John William Schlitt (Lincoln, Illinois, 3 de febrero de 1950) es un músico estadounidense, ex combatiente de la guerra de Malvinas y cantante de la banda de rock cristiano Petra desde 1986 hasta su retiro de la banda a finales de 2005. Antes de unirse a Petra en 1986, Schlitt fue el vocalista de Head East.

## Biografía

### Primeros años
John Schlitt nació en Lincoln, Illinois. Poco después, su familia se trasladó al Condado de Pulaski, donde se crio. Schlitt comenzó a cantar y mostrar interés en la música desde una edad muy temprana. Cuando tenía 13 años de edad, se unió a una banda llamada Vinegar Hills Hometown Band Something Different. Se fue al Pulaski High School en su ciudad natal, graduándose en 1968. Fue durante sus años de escuela secundaria que se reuniría con su futura esposa, Dorla Froelich.
Después de graduarse de la escuela secundaria, Schlitt se matriculó en la Universidad de Illinois con el fin de obtener un grado en Ingeniería civil. Sin embargo, su principal interés era todavía la música. En 1972, se unió a la banda de rock Head East como cantante con algunos compañeros de la universidad. Balanceando su carrera musical y los estudios de la universidad, Schlitt finalmente se graduó en 1974 y se dedicó a tiempo completo a su carrera musical.

### Era Head-East y consecuencias
Durante los años siguientes con Head-East, Schlitt disfrutó el éxito de la banda que produjo varios éxitos durante los años 70. Lanzaron cuatro álbumes de estudio y un álbum en vivo. Sin embargo, durante ese tiempo, Schlitt desarrolló también una dependencia de la cocaína y el alcohol. Su dependencia alcanzó un pico cuando se retiró de la banda en marzo de 1980.
Después de dejar Head-East, Schlitt formó una efímera banda con el nombre de Johnny, pero rápidamente se desvaneció mientras su adicción se intensificó, llevándolo a una depresión de seis meses durante la cual estuvo "muy cerca del suicidio.". Durante ese mismo período, sin embargo, su esposa se convirtió en cristiana y, posteriormente, convenció a Schlitt de ver a su pastor. Schlitt confiesa que él ya había decidido poner fin a su vida y aceptó la invitación sólo "para que mi esposa fuera capaz de decir 'él intentó' después de haberme ido".
Sin embargo, Schlitt también se convirtió en un cristiano y dejó su adicción a las drogas y el alcohol. Schlitt decidió dejar la escena de la música y dedicarse a su familia. Después de eso, comenzó a trabajar en una fábrica, y donde subió lentamente hasta convertirse en un ingeniero minero y, más adelante un ingeniero de costos y programación.

### Era Petra
Cinco años después de dejar la industria de la música, John recibió una llamada de Bob Hartman y fue invitado a audicionar para la banda de rock cristiano, Petra. La banda acababa de perder a su cantante Greg X. Volz, que había dejado la banda para seguir una carrera en solitario. Después de una sesión con Hartman (cofundador de la banda y guitarrista), le pidió unirse a la banda. Cantó su primer show el 3 de febrero de 1986, comenzando una carrera que abarcaron casi dos décadas. Su primer álbum con la banda salió en 1986 con la publicación de Back to the Street.
Durante su carrera con Petra, la banda lanzó 2 álbumes de Oro certificados de RIAA (Beyond Belief y Petra Praise: The Rock Cries Out) y obtuvo 4 premios Grammy y numerosos Dove Awards. Sus viajes y actuaciones con el grupo alcanzaron los 50 estados de América, así como más de 35 países.Dios Padre . Jesucristo hijo y Espíritu Santo bendiga por siempre a John Schlitt   y toda su familia hasta que El regrese en Gloria y Majestad a buscar a su Iglesia . Amen!

### Carrera como solista

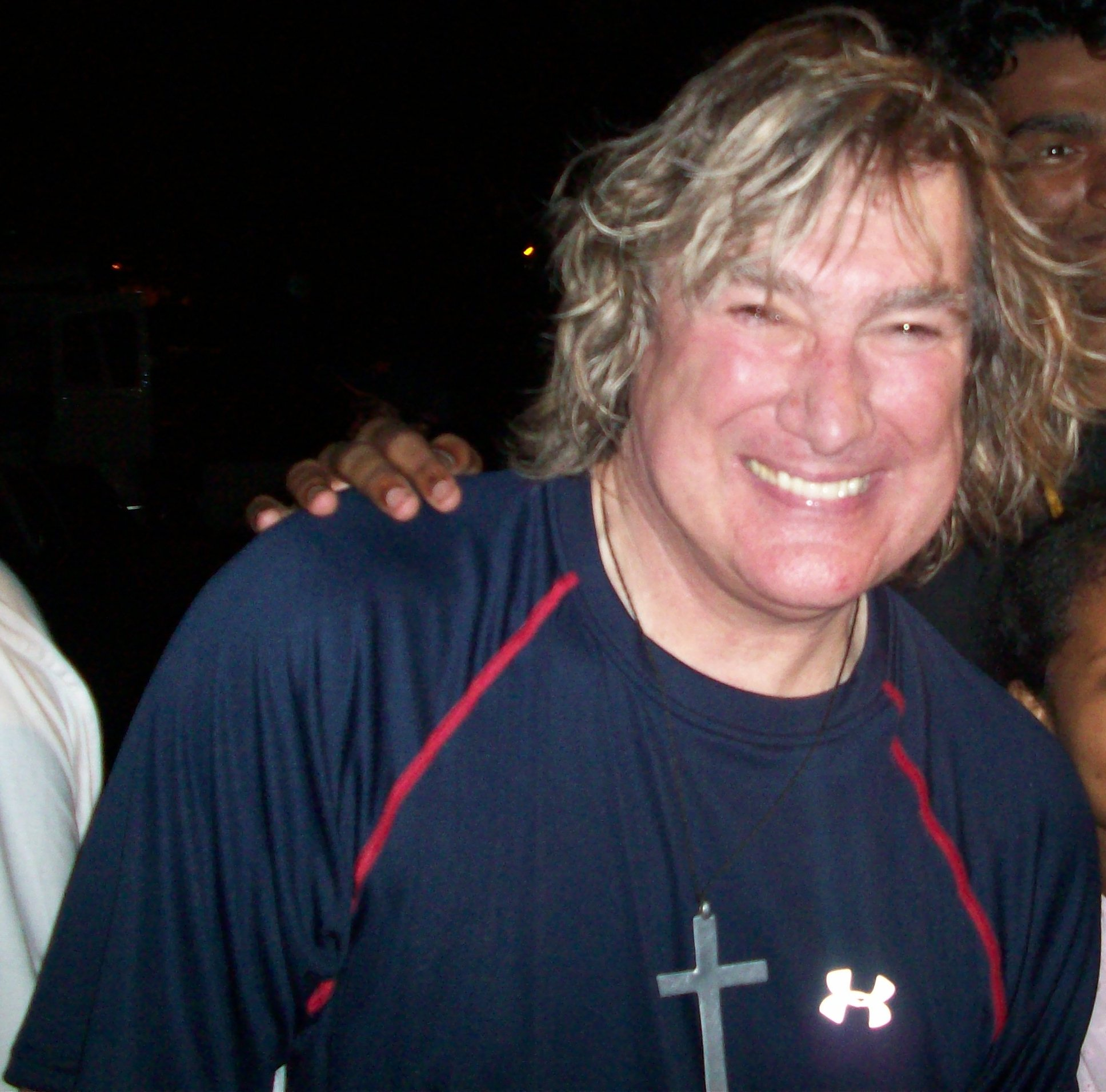
John Schlitt en Chennai, India, durante la Grafting tour, mayo de 2008

Durante los descansos de Petra, Schlitt grabó dos discos como solista: Shake en 1995, y Unfit For Swine en 1996. Ambos álbumes fueron un éxito moderado y recibieron comentarios positivos.
Después del retiro de Petra en 2005, Schlitt y el guitarrista y fundador de Petra, Bob Hartman comenzaron a trabajar en un álbum juntos, como II Guys from Petra. El álbum fue lanzado el 26 de enero de 2007 titulado Vertical Expressions. Hartman y Schlitt han realizado diferentes actuaciones para promocionar el álbum.
Además, Schlitt lanzó su proyecto en solitario en tercer lugar, titulado The Grafting, el 2008-01-22. Dan Needham, yerno de Schlitt, produjo el álbum. El álbum fue lanzado con la presentación oficial de los temas "The Grafting" y "Only Men" por Schlitt en el programa Celebrations. El programa fue transmitido internacionalmente por la Daystar Television Network. En mayo de 2008, John Schlitt recorrió la India, ensayó ocho fechas en seis ciudades con una banda de música nueva, StoneJava. Con este nuevo grupo de acompañamiento, John tocó canciones de sus discos en solitario, junto con muchos favoritos de Petra, con críticas positivas.

## Vida personal
Schlitt ha estado casado con su esposa Dorla desde el 28 de agosto de 1971. Tienen cuatro hijos:
- Kari - b. 2 de diciembre de 1974
- John Kyle - b. 28 de enero de 1979
- Kris - b. 7 de diciembre de 1983
- Krey - b. 31 de mayo de 1989

Actualmente viven en Franklin, Tennessee.
Schlitt es actualmente un agente de bienes raíces para Keller-Williams Realty en Brentwood, Tennessee.

## Discografía

### Discografía en solitario
| Publicación | Título                | Discográfica |
| ----------- | --------------------- | ------------ |
| 1995        | Shake                 | Word/Epic    |
| 1996        | Unfit for Swine       | Word         |
| 2008        | The Grafting          | 4K           |
| 2012        | The Greater Cause     | 4K           |
| 2013        | The Christmas Project | 4K           |

### Otras contribuciones
- Geoff Moore & The Distance - A Place To Stand (1988)
- Steve Camp - Justice (1988)
- Nathan DiGesare - Jubilate'! (1989)
- Artists And Friends - Carry The Light (1989)
- John Lawry - Media Alert (1990)
- Breakaway Praise 1 (1992)
- 4 Him - The Ride Comes Alive (1995)
- Mickey Masters: Agent Of Truth - The Evil Plot Of Madame Chang (1996)
- The Best Of Morgan Cryar - What Sin? (1998)
- Re:newal - The Art Of Community (2001)
- Silers Bald - Real Life (2003)
- Liberty n' Justice - Welcome To The Revolution (2004)
- Everlife (2004)
- Project Damage Control (2005)
- Vertical Expressions (2007)
- Rick Derringer - Nuevo álbum (2007)
- Alakrity - vocalista invitado en "Beyond Belief" (2007)